# Большой город после заката
«Большой город после заката» (англ. Big Town After Dark) — фильм нуар режиссёра Уильяма С. Томаса, который вышел на экраны в 1947 году.
В основу фильма положен радиосериал «Большой город» (1937-48), создателем которого был Джерри Макгилл. Фильм рассказывает о редакторе городской газеты (Филлип Рид), который с помощью своей коллеги и подруги (Хиллари Брук) раскрывает преступный план владельца игрального клуба.
Режиссёр Уильям С. Томас поставил в общей сложности четыре фильма серии «Большой город» с Филлипом Ридом и Хиллари Брук в главных ролях. Другими фильмами этой серии были «Большой город» (1946), «Я пишу о Большом городе» (1947) и «Скандал Большого города» (1948).

## Сюжет
В издательстве «Иллюстрейтед пресс» успешный криминальный репортёр Лорелей Килборн (Хиллари Брук) после продажи своего первого романа сообщает главному редактору городской газеты Стиву Уилсону (Филлип Рид) о своём увольнении. В тот же день владелец издательства Амос Пибоди (Чарльз Арнт) просит Уилсона отговорить его племянницу Сьюзен Пибоди (Энн Гиллис) от того, чтобы бросить колледж и стать газетным репортёром. Однако в ходе беседы с девушкой Стив решает взять её на место Лорелей. Быстро попав под очарование Сьюзен, Стив в тот же день приглашает её на ужин, во время которого девушка рассказывает о своих планах начать с помощью газеты борьбу с игральной мафией в городе, прося поддержки с его стороны. Сьюзен говорит, что проделала в этом направлении уже немалую работу, и в качестве подтверждения своих слов приглашает Стива в один из игральных клубов. Как выясняется, подручные владельца клуба Чака Ляру (Ричард Трэвис) весь день следили за Сьюзен и Стивом. Когда они оказываются в игральном зале, Ляру даёт указание спровоцировать драку со Стивом, а затем сам жестоко избивает его, после чего редактор оказывается в больнице.
Вскоре пустую машину Сьюзен находят на парковке за пределами города. У Амоса Пибоди сразу же возникает подозрение, что девушку похитил Ляру, и он договаривается с ним о встрече, чтобы обсудить сумму выкупа. Однако вместо выкупа Ляру заставляет Амоса выписать чек на сумму 50 тысяч долларов за покупку доли в его клубе. В этот момент владельца клуба задерживают полицейские, которых вызвал Стив. Однако окружной прокурор не может выдвинуть обвинений против владельца клуба, так как его предприятие не нарушало закон, и кроме того, нет никаких доказательств того, что именно Ляру похитил Сьюзен. В конце концов, Сьюзен появляется в офисе, заявляя, что её никто не похищал, после чего Ляру сразу же освобождают. В кабинете прокурора Пибоди требует аннулировать сделку с Ляру, так как она была сделана мошенническим путём, и вернуть его деньги, однако прокурор рекомендует Амосу обратиться в суд. Догнав в коридоре уходящего Ляру, Стив бьёт его по лицу, возвращая «долг» за вчерашний день. Вернувшись в кабинет прокурора, Стив обещает Пибоди покончить с клубом Ляру, также как и со всеми другими игровыми клубами в городе.
Лорелей однако сомневается в правдивости показаний Сьюзен, особенно после того, как выясняет, что Сьюзен сказала неправду о том, что раньше работала в студенческой газете. Стив приезжает в клуб с соответствующими полномочиями от Амоса, говоря, что после покупки доли он имеет право отслеживать всё, что происходит в клубе. На самом деле он вместе с Лорелей собирает материал для разоблачительного газетного репортажа. Покидая клуб, журналистам приходится отстреливаться от бандитов, посланных Ляру. Вскоре с помощью частного детектива Луиса Снида (Винс Барнетт) Лорелей удаётся доказать, что Сьюзен сказала неправду и о том, где она находилась в ночь своего исчезновения. На прямой вопрос Стива об этом Сьюзен заявляет, что тем вечером была дома, и её навещал приятель по колледжу Джейк Себастиан (Роберт Кент), который якобы пытался отговорить от игры в покер и посещения игорного клуба. Сразу после ухода Стива в квартиру Сьюзен приходит Ляру, который оказывается её мужем. Становится ясно, что аферу по вымогательству 50 тысяч долларов у Амоса они разработали и осуществили вместе. Догадавшись по сигаретным окуркам, что в квартире кто-то был до него, ревнивый Ляру набрасывается на Сьюзен с оскорблениями и бьёт по щекам, она пытается соврать, что это был Джейк, который в действительности является подручным Ляру.
После того, как в конкурирующей газете появляется информация о том, что Амос купил долю в игровом клубе, издатель и редактор решают немедленно опубликовать все материалы по этому делу, а также довести до конца дело в законодательном порядке о запрете азартных игр в городе. Ляру по телефону предлагает Стиву обсудить статью о клубе, на самом деле устраивая для него засаду. В качестве места встречи он назначает квартиру Сьюзен, не зная, что Стиву известен этот адрес. По приезде, увидев Сьюзен, Стив окончательно понимает, что она за одно с Ляру. Заподозрив, что у Сьюзен роман с Джейком, Ляру убивает их обоих. Затем он звонит в полицию, и представившись Стивом, сообщает, что только что убил двух человек и собирается застрелиться. Зная об интересе Стива к Сьюзен, полиция решит, что он совершил убийство из ревности, когда узнал, что у девушки есть любовник. Когда в квартиру через окно неожиданно врываются Снид и Лорелей, Стив успевает сбить с ног потерявшего контроль Ляру и разоружить его. Лорелей замечает, что Сьюзен лишь тяжело ранена, и её можно спасти. Когда идёт публикация разоблачительной статьи об игральном бизнесе, становится известно, что благодаря ей вскоре будет принято решение о закрытии всех игральных залов в городе. После этого успеха Лорелей решает остаться в газете и вернуться к Стиву.

## В ролях
- Филлип Рид — Стив Уилсон
- Хиллари Брук — Лорелей Килборн
- Ричард Трэвис — Чак Ляру
- Энн Гиллис — Сьюзен Пибоди Ляру
- Винс Барнетт — Луис Снид
- Джо Сойер — Монк
- Роберт Кент — Джейк Себастиан
- Чарльз Арнт — Амос Пибоди
- Марин Саис — миссис О’Хара, игорный оператор (в титрах не указана)

## Создатели фильма и исполнители главных ролей
Продюсер и режиссёр фильма Уильям С. Томас более всего известен как один из двух продюсеров кинокомпании «Пайн-Томас продакшнс», которая в 1941-57 годах создала более 70 фильмов категории В для студии «Парамаунт». В качестве продюсера Томас более всего известен постановкой фильмов нуар и вестернов, среди них нуары «Страх в ночи» (1947), «Разделительная линия» (1950), «Ночной кошмар» (1956) и «Большой скачок» (1957), а также вестерны «Альбукерк» (1948), «Проход на Запад» (1951), «Орёл и ястреб» (1950), «В укрытии» (1955) и «Далёкие горизонты» (1955). Кроме того, в качестве режиссёра Томас поставил такие фильмы, как криминальная комедия «Полночная охота» (1945) и фильмы нуар «Они сделали меня убийцей» (1946) и «Специальный агент» (1949).
Помимо исполнения главной роли в четырёх фильмах серии «Большой город» Филлип Рид сыграл свои самые значимые роли в следующих фильмах: мелодрама «Гламур» (1934), историческая мелодрама «Британский агент» (1934), комедия «Энни из Клондайка» (1936), приключенческий вестерн «Дэви Крокетт, индейский скаут» (1950), комедийный вестерн «Возьми меня в город» (1953) и криминальная драма «Девушка в розовом платье» (1955). Хиллари Брук сыграла заметные роли в детективах «Шерлок Холмс перед лицом смерти» (1943) и «Шерлок Холмс: Женщина в зеленом» (1945), нуаровых триллерах «Министерство страха» (1944), «Странное воплощение» (1946) и «Чeловек, который слишком много знал» (1956), а также в комедиях с участием Эбботта и Костелло «Африка зовёт» (1949) и «Эбботт и Костелло встречают капитана Кидда» (1952).

## Оценка фильма критикой
Современный историк кино Брюс Эдер назвал картину «увлекательным фильмом категории В того типа, который исчез из кинотеатров с наступлением телевидения, хотя в нём и присутствуют элементы насилия, не вполне приемлемые для показа на телеэкране». По мнению Эдера, Рид играет героя, который также исчез из американской популярной культуры в последующие десятилетия — это знающий, но жёсткий руководитель с хорошо поставленной речью, который не боится продемонстрировать свою образованность или в случае необходимости использовать кулаки. Хиллари Брук играет нечто особенное в роли компетентного высокопрофессионального журналиста, которая при этом может быть страстной (и страстно ревнивой) женщиной. Эдер также обратил внимание на игру Винса Барнетта, который был известен своими комическими и лёгкими ролями. «Здесь он столь же забавен, как и всегда, но он также и страстно напорист и выделяется среди других актёров, выдавая некто большее, чем просто характерную роль второго плана». По мнению Эдера, этот фильм, наряду с «Убийцами» (1946) Сиодмака — вероятно, лучший у Барнетта. Однако самым большим сюрпризом для критика стали «удивительно изящная основная музыкальная тема композитора Даррелла Колкера с фортепиано и оркестром, а также написанный в стиле крутого детектива сценарий, где главный герой, узнав, что раненая преступница всё же осталась жива, говорит „очень плохо“».